# Mănăstirea Vizantea
Mănăstirea Vizantea este un ansamblu de monumente istorice aflat pe teritoriul satului Vizantea Mănăstirească, comuna Vizantea-Livezi.
Ansamblul este format din trei monumente:
- Biserica nouă „Sf. Cruce” (cod LMI VN-II-m-A-06569.01)
- Turn clopotniță (cod LMI VN-II-m-A-06569.02)
- Zid de incintă (cod LMI VN-II-m-A-06569.03)

## Galerie

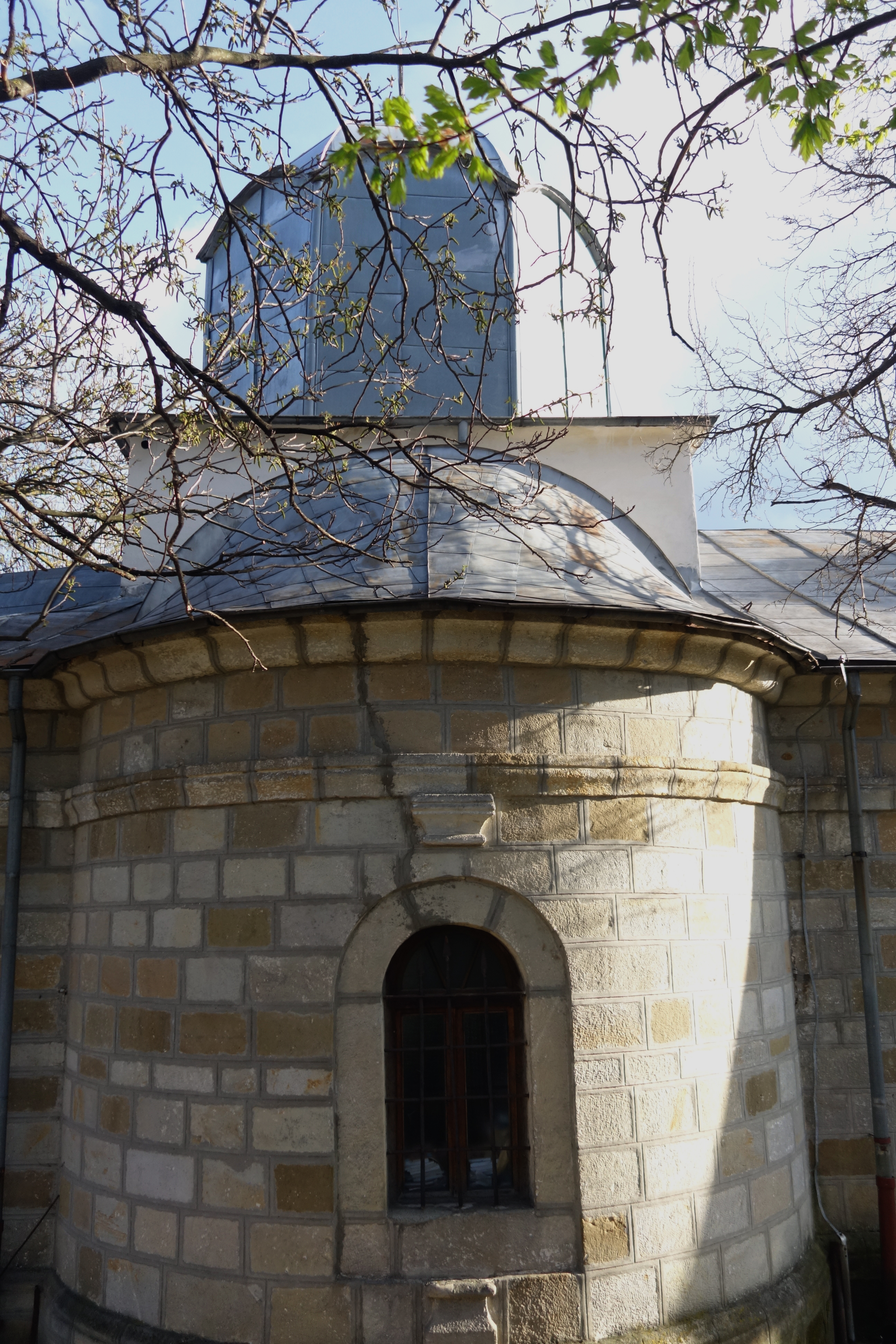
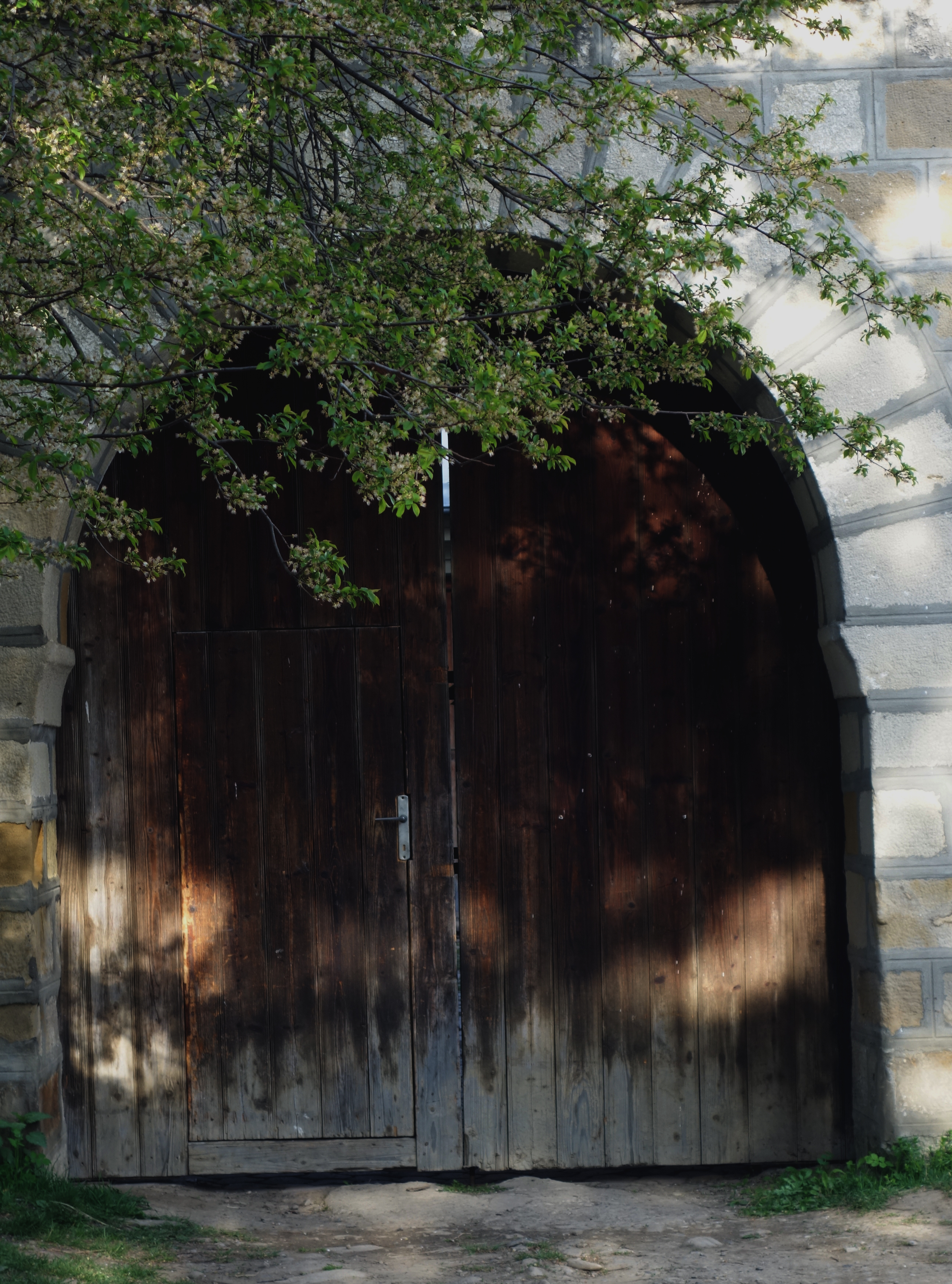
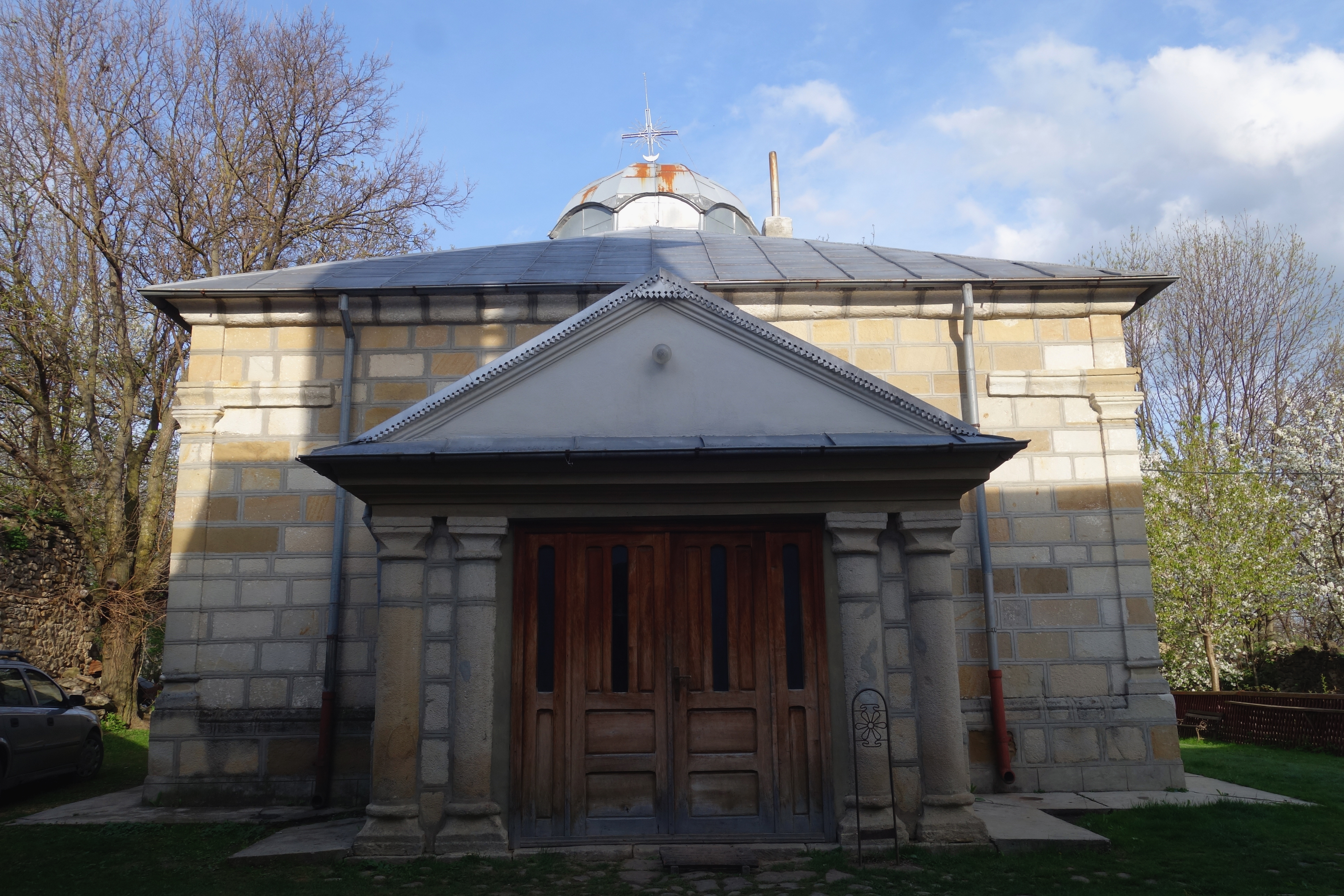
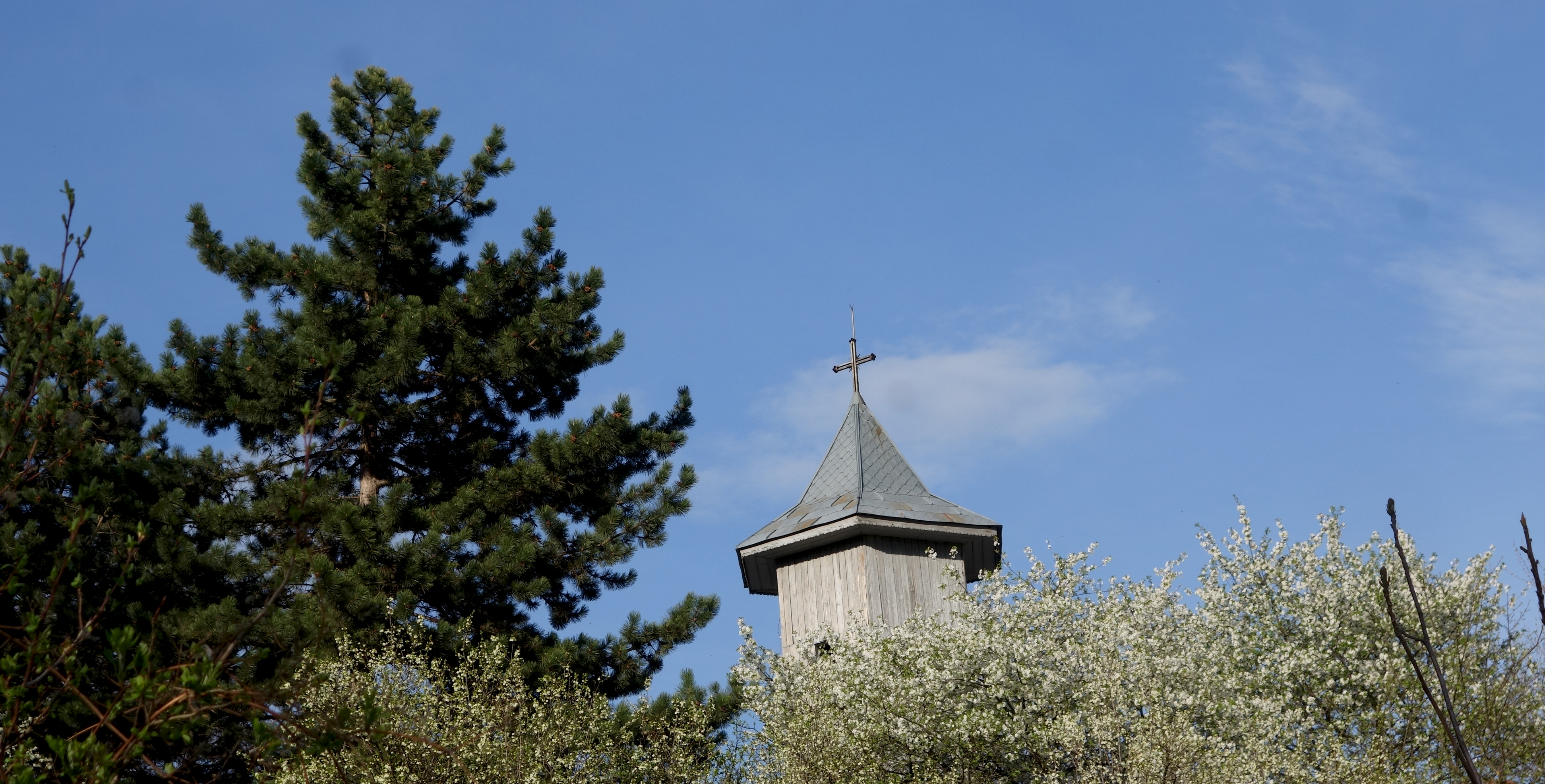